# Beasty Bar
Beasty Bar ist ein Kartenspiel des Heidelberger Geographen und Spieleautors Stefan Kloß und des Illustrators Alexander Jung. Es ist für 2–4 Spieler ab 8 Jahren geeignet und dauert pro Runde etwa 20 Minuten. Das Spiel erschien 2014 im Zoch Verlag.

## Material
Beasty Bar besteht aus 52 großen Spielkarten. Vier Spielkarten zeigen Szenerien. Die restlichen 48 Tier-Spielkarten sind in die vier Farben gelb, rot, grün, blau mit jeweils 12 Karten unterteilt. Die zwölf Karten haben die Werte von 1 bis 12 und zeigen jeweils ein Tier mit einer besonderen Fähigkeit.
Auf der viersprachigen Spielanleitung (Deutsch, Englisch, Französisch, Italienisch) sind die wichtigsten Angaben angeordnet und fett gedruckt. Für die Spielzüge sind jeweils Beispiele angegeben. Zusätzlich gibt es in jeder Sprache eine Übersichtskarte, mit allen Tieraktionen.

## Spielziel und -ablauf
Ziel des Spieles ist es mit List, Gewalt und Tücke am Türsteher-Gorilla vorbei in die Beasty Bar zu gelangen.
Die Spieler mischen jeweils ihre 12 Tier-Spielkarten und nehmen vier davon auf die Hand. Die übrigen acht Spielkarten werden unbesehen als Nachziehstapel abgelegt. Die „Heaven’s Gate“ und die „Rauswurf“-Karte werden in die Tischmitte gelegt. Dazwischen wird Platz für fünf Karten gelassen. Diese Strecke heißt im Spiel „Drängelmeile“. Die „Beasty Bar“-Karte und die „Das war‘s“-Karte werden mit etwas Abstand daneben gelegt.
Der Spieler mit der nach der Mehrheitsmeinung tierischsten Kleidung darf beginnen. Gespielt wird im Uhrzeigersinn. Wer an der Reihe ist, führt nacheinander fünf Aktionen durch:
1. eine Karte ausspielen, also offen ans Ende der Warteschlange in der „Drängelmeile“ legen;
2. Tieraktion der gespielten Karte umsetzen;
3. gegebenenfalls: „ständige“ Tieraktion wirken lassen;
4. falls die Warteschlange bereits 5 Tiere umfasst: die ersten beiden siegreich auf „Heaven' Gate“, die hinterste auf „Das war's“ ablegen. Die übrigen zwei aufrücken lassen.
5. Karte nachziehen.

Das Spiel ist zu Ende, wenn sämtliche Tierkarten ausgespielt sind. Gewinner ist, wer die meisten Tiere der eigenen Farbe in die „Beasty Bar“ durchgebracht hat. Bei Gleichstand mehrerer Spieler gewinnt der, dessen Tiere in der Bar den niedrigsten Gesamtzählwert haben. Es kann in seltenen Fällen mehrere Sieger geben.

### Variante
Spielvariante für Fortgeschrittene: Jeder Spieler sortiert vor Spielbeginn vier Tiere eigener Wahl aus und legt sie verdeckt beiseite. Wesentlich für die Auswahl sind die unterschiedlichen Punktwerte, die auf der Rückseite der Übersichtskarten stehen. Das Spiel wird dadurch deutlich schneller und anspruchsvoller. Am Ende gewinnt nicht der mit den meisten Karten, sondern der, der die meisten Punkte gesammelt hat.

## Erweiterung
Zweieinhalb Jahre nach Erscheinen zur Publikumsmesse „Spiel“ 2014 legte der Zoch Verlag im April 2017 zusätzlich eine gleich große Schachtel mit der die Gesamtzahl der Karten verdoppelnde Erweiterung vor: Beasty Bar: New Beasts in Town.

## Kritik
Der Spielekritiker von spieletest.at monierte lediglich das auf der Affenkarte fehlende Tieraktions-Piktogramm. Ansonsten gab es für die Grafik, die Interaktion und den „Wiederspielreiz“ großes Lob. Da das Spiel mit so wenig Regeln auskomme, sei Beasty Bar sowohl als kurzer „Lückenfüller“ geeignet als auch für abendfüllende Party-Lustbarkeit. Zu viert komme es am besten, zu dritt gehe es noch, doch zu zweit lahme es merklich.

## Auszeichnungen
Beim À-la-carte-Kartenspielpreis der Fachzeitschrift Fairplay belegte Beastie Bar im Jahr 2015 den Bronzemedaillen-Platz.

## Belege
1. ↑  Nominierte des Spieleautoren-Stipendium beim Spiel des Jahres 2014
2. ↑  Autorenprofil Stefan Kloß (Memento vom 19. Januar 2015 im Internet Archive) bei der Spieleautorenzunft
3. ↑  Spiel-Profil beim Zoch Verlag
4. ↑  siehe Luding-Datenbank
5. ↑  Spielerezension von Christoph Puhl auf spieletest.at vom 14. Januar 2015, abgerufen am 18. Januar 2015.